# 1. Liga (Tschechoslowakei) 1946/47
Die Spielzeit 1946/47 der 1. Liga  war die vierte reguläre Austragung der höchsten Eishockeyspielklasse der Tschechoslowakei. Mit einem 10:0-Sieg und einer 5:8-Niederlage setzte sich der LTC Prag im Finalspiel gegen den I. ČLTK Prag durch und gewann somit auch die vierte Ausgabe der 1. Liga. Für die Hauptstädter war es bereits ihr insgesamt neunter tschechoslowakischer Meistertitel.

## Modus
Wie in der Vorsaison wurde die Liga in zwei Gruppen ausgespielt. Da kurz vor Saisonstart der HC Stadion Prag mit dem HC Podolí Prag fusionierte, sank die Teilnehmerzahl der Gruppe A von sechs auf fünf. Da jede Mannschaft gegen jeden Gruppengegner einmal spielte, betrug die Gesamtanzahl der Spiele pro Mannschaft in der Hauptrunde vier beziehungsweise fünf Spiele. Die beiden Gruppensieger qualifizierten sich für das Finale um den Meistertitel. Der Letztplatzierte der Gruppe A und die beiden am schlechtesten platzierten Mannschaften der Gruppe B stiegen in die regionale Meisterschaft ab.

## Tabellen

### Gruppe A
| Pl. | Team                        | Sp. | S | U | N | Torv. | Pkt. |
| --- | --------------------------- | --- | - | - | - | ----- | ---- |
| 1.  | LTC Prag                    | 4   | 4 | 0 | 0 | 54:11 | 8    |
| 2.  | ŠK Bratislava               | 4   | 3 | 0 | 1 | 25:26 | 6    |
| 3.  | HC Stadion Podolí           | 4   | 2 | 0 | 2 | 18:23 | 4    |
| 4.  | AC Stadion České Budějovice | 4   | 1 | 0 | 3 | 15:33 | 2    |
| 5.  | SK Libeň                    | 4   | 0 | 0 | 4 | 13:32 | 0    |

### Gruppe B
| Pl. | Team                     | Sp. | S | U | N | Torv. | Pkt. |
| --- | ------------------------ | --- | - | - | - | ----- | ---- |
| 1.  | I. ČLTK Prag             | 5   | 5 | 1 | 0 | 38:10 | 9    |
| 2.  | VŠ Bratislava            | 5   | 3 | 1 | 1 | 39:18 | 7    |
| 3.  | AC Sparta Prag           | 5   | 3 | 0 | 2 | 28:24 | 6    |
| 4.  | SK Horácká Slavia Třebíč | 5   | 3 | 0 | 2 | 20:20 | 6    |
| 5.  | DSK Tábor                | 5   | 1 | 0 | 5 | 14:40 | 2    |
| 6.  | HC Tatry Poprad          | 5   | 0 | 0 | 5 | 12:39 | 0    |

## Finale
Im Finalspiel setzte sich schließlich der Sieger der A-Gruppe, der LTC Prag, mit einem hohen Heimsieg und einer Niederlage aufgrund des besseren Torverhältnisses gegen den Stadtnachbarn I. ČLTK Prag durch. Bester Torschütze der Liga wurde Vladimír Zábrodský vom LTC Prag, der in den insgesamt sechs Spielen seiner Mannschaft 17 Tore erzielte.
- LTC Prag - I. ČLTK Prag 10:0
- I. ČLTK Praha - LTC Prag 8:5

## Meistermannschaft des LTC Prag
| Torhüter      | Bohumil Modrý, Josef Jirka, Jindřich Štěpánek |
| Abwehrspieler | Josef Trousílek, Vilibald Šťovík, Oldřich Zábrodský, Miloslav Pokorný, Oldřich Němec                                                                       |
| Stürmer       | Ladislav Troják, Vladimír Zábrodský, Stanislav Konopásek, Josef Kus, Karel Stibor, Vladislav Müller, Mike Buckna, Mike Buckna, Augustin Bubník, Aleš Sysel |
| Trainer       | Jiří Tožička, später als Spielertrainer Mike Buckna |

## 1. Liga-Qualifikation
Die Mannschaften von ČSK Říčany und SK Slavia Prag spielten um die Aufnahme in die 1. Liga für die folgende Spielzeit. Dabei setzte sich Říčany mit 4:2 durch.